# システム運用
システム運用（システムうんよう、英: system operation）は、システムがもつ機能を発揮させ用いること、また継続的に発揮させるためにシステムを維持管理することである。

## 概要
システムは適切な資源を与えられて機能を発揮する。例えば設置場所・電源・人員がある。システム運用はシステムがもつ機能を発揮させ用いること、また継続的に発揮させるために資源の調整などによりシステムを維持管理することである。システムは要素とその繋がりからなり、そのいずれかに不具合が発生した場合システムは機能不全（障害）を引き起こす。ゆえに障害を予防し、検出し、復旧することもシステム運用である。予防的・正常維持的なシステム運用を保守運用、復旧に関わるシステム運用を障害対応と呼ぶ。

### 配備
システムは適切な環境で機能を発揮する。システムをその運用場所へ届けセットアップし運用開始する活動/プロセスを配備（英: deployment）という。コンピュータシステムの分野ではソフトウェアデプロイメントと呼ばれる。物自体は完成しておりその機能を発揮させる段階であることから、開発ではなく運用に分類される。
開発完了に伴い自動的かつ即時にシステムを配備することを継続的デプロイメントという。これは開発と不可分であり、その点で開発と運用の境界を無くすDevOpsであると言える。

### 保守運用
保守運用ではサービスが提供不可となる事象を避けるためのリスク回避を前提として、業務がなされる。例えばコンピュータに故障が発生していないか、不正使用された形跡がないか、障害の兆候があらわれていないか、などといった事を定期的に確認・監査する稼動評価、メーカーが提供する障害対策パッチ情報などを確認してシステムへ適用する定例保守作業、日々蓄積される業務データなどを有事の際に復旧させる事ができるようバックアップの取得、保管を行うバックアップ作業などが保守運用にあたる。
カスタマーサービスではシステムの利用者（クライアント、カスタマー）からの質問・不満等に対する対応をおこなう。

### 障害対応
障害が発生した際にいち早くそれを検知する為の仕組みを組み込んで日々確認作業を行う監視運用、障害箇所を調査・特定しサービス復旧に向けて作業を行う障害対策などが障害対応にあたる。
- 監視: 正常性・異常性を計測
  - ロギング: メトリクスのもととなるログの収集
  - 障害検知/fault detection
    - デッドマン装置・ウォッチドッグタイマー: 正常性の監視（信号途絶を異常とする）

  - 集約: 状態を一か所に集約（ダッシュボード）
- 通知: 状態を対象者へ伝達
- 復旧: 異常状態から正常状態への遷移
  - 自動修復: auto healingとも。事前に組み込まれたプログラムによる自動的な復旧（c.f. k8s auto healing）
- 縮退運転/fallback: 正常状態へ復旧できない場合に移行される、意図的に機能を限定された半正常状態での運用

#### 監視
監視（monitoring）とは対象の状態を確定することである。対象はシステム、プロセス、製品、サービス、活動など様々である。監視する（状態を確定する）ためには点検・監督・観察などがおこなわれる。

## 体制
システム運用にはそのための人・プロセスからなる体制（システム）が必要である。体制を構築しそれ自体を運用してはじめて、システムを適切に運用できる。